# V. Péter moldvai fejedelem
V. Péter vagy Sánta Péter (1537 – 1594. július 1., Bolzano) Moldva fejedelme 1574-től 1577-ig, 1577-től 1579-ig, majd 1582-től 1591-ig.
Pétert a szultán ültette Moldva trónjára (1574–1577), de nemsokára Podkowa János megbuktatta. Az ő halála után Pétert a török visszahelyezte (1577), de csakhamar ismét letette (1578). Végül harmadszor is elővette az athoszi kolostorból, hogy 9 évre kezébe vegye Moldva fejedelemségét. Péter példája mutatja, hogy a vajdákat a török ekkor már kénye-kedve szerint válogatta, eltörölvén a bojárok szabad vajdaválasztási jogát.